# اسینت
اسینت (به انگلیسی: Assynt) یک منطقهٔ مسکونی در بریتانیا است. اسینت ۱٬۰۱۱ نفر جمعیت دارد.